# 多瑙哲羅魚
多瑙哲羅魚（Hucho hucho），也称多瑙鲑（英語：Danube salmon）或红鱼（德語：Rotfisch），爲輻鰭魚綱鮭形目鮭科哲罗鱼属的一種，被IUCN列為瀕危動物。

## 分布
本魚分布於多瑙河流域。

## 特徵
體延長，微側扁，背腹部不隆起。頭大，細長而尖，呈均勻的曲線型。口大，斜位而側裂；上頜略長於下頜。上頜骨細長，伸向眼的後緣。吻寬而尖。眼較大，側端較上位和較前位。前上頜骨、上頜骨、黎骨和舌骨均有牙。鰓孔寬，與頰部游離。背鰭起點至尾鰭距離略近於吻端距離；脂鰭稍近於尾鰭基部；胸鰭尖，腹鰭位於背鰭基部後緣之下方，尾鰭深凹型。鱗小，矩形，腹鰭基腋鱗3枚。側線完全，平直。體褐色，並密布許多小黑點，腹部銀白色，各鰭為灰色，尾鰭凹入，體長可達150公分。

## 生態
本魚通常為獨居性的，棲息於迅急流動的溪流且含氧量高的水域。成魚是具有領域性，屬肉食性。稚魚主要捕食無脊椎動物而成魚主要捕食魚類、兩棲動物、爬蟲類，小的哺乳動物與水鳥等為食。

## 經濟利用
為高經濟價值的食用魚及養殖魚類，也是著名的遊釣魚。